# Швецова Людмила Іванівна
Людмила Іванівна Швецова (уродж. Одинцова; 24 вересня 1949, Алма-Ата, Казахська РСР — 29 жовтня 2014, Москва) — радянський і російський державний і політичний діяч. Член Центральної ревізійної комісії КПРС (1986—1990), член ЦК КПРС (1990—1991).
Заступник голови Державної думи Федеральних зборів Російської Федерації VI скликання від «Єдиної Росії» з 21 грудня 2011 по 29 жовтня 2014.
Голова Центральної Ради Всесоюзної піонерської організації імені В. І. Леніна при ЦК ВЛКСМ (1984—1986) і секретар ЦК ВЛКСМ (1981—1989); заступником мера уряду Москви (2000—2011). Президент загальноросійської громадської організації Товариство «Знання» Росії

## Життєпис
Народилася 24 вересня 1949 року в Алма-Аті. Батько — Іван Васильович Одинцов (1922—2002), кадровий військовий, учасник німецько-радянської війни, нагороджений багатьма державними нагородами. Мати — Віра Григорівна Одинцова (1922—1972), вчителька англійської мови.
У 1963 році вступила до комсомолу. У 1967 році закінчила фізико-математичну школу в місті Ростові-на-Дону з срібною медаллю. У шкільні роки працювала диктором дитячих піонерських передач телебачення, за що Ростовським обкомом КПРС їй було видане скерування на вступ до Московського державного інституту міжнародних відносин, а також в театральне училище. Проте вона цими скеруваннями не скористалася і в 1967 році поступила в Харківський авіаційний інститут, який закінчила в 1973 році за фахом інженер-механік з літакобудування.
У 1972—1975 роках — технік, інженер Київського механічного заводу (ОКБ імені Антонова).
Член КПРС з 1974 року.
У 1975 році перейшла на комсомольську роботу. У 1975—1978 роках — 2-й секретар, 1-й секретар Ленінградського районного комітету ЛКСМУ міста Києва.
У 1978—1979 роках — завідувач відділу наукової молоді ЦК ЛКСМ України.
У січні 1979 — 15 квітня 1981 року — секретар ЦК ЛКСМУ, курувала роботу комсомолу із студентською і науковою молоддю Української РСР.
У березні 1981 — березні 1989 року — член Бюро і секретар ЦК ВЛКСМ. Одночасно в 1984—1986 роках — голова Всесоюзної піонерської організації імені В. І. Леніна. Як секретар ЦК ВЛКСМ Людмила Швецова займалася не лише роботою з дитячими і молодіжними організаціями, педагогічними об'єднаннями, але також курувала діяльність Всесоюзного студентського будівельного загону (ВСБЗ). Також брала участь в організації Олімпіади 1980 року і Всесвітнього фестивалю молоді і студентів в 1985 році.
У 1989—1991 роках працювала в секретаріаті апарату Верховної Ради СРСР та З'їзду народних депутатів СРСР, де з березня 1989 року очолила відділ нагород, а у 1990 році була призначена керівником апарату.
З 1991 по 1992 рік — голова Комітету у справах сім'ї і жінок при Кабінеті Міністрів СРСР.
З 1992 по 1993 рік — керівник групи генеральної експертизи при Вищій економічній раді Верховної Ради Російської Федерації. У 1992 році була обрана президентом фонду «Жіноча ініціатива», а через рік стала віце-президентом Інформаційно-видавничої Співдружності «Атлантида» і співголовою Конфедерації «Жіноча Ліга». Деякий час Швецова працювала в комерційній структурі, де була радником по зв'язках з громадськістю.
У квітні 1994 року Людмила Швецова була призначена керівником департаменту громадських і міжрегіональних зв'язків уряду міста Москви, очолюваного Юрієм Лужковим.
Швецова закінчила аспірантуру Російського державного соціального університету і в 1997 році захистила дисертацію «Інтеграція жінок в політику. 1970-1990-і роки» на здобуття вченого ступеня кандидата політичних наук.
У 1998—2002 роках входила до складу політичного руху Юрія Лужкова «Вітчизна».
21 січня 2000 року була призначена Лужковим на посаду першого заступника мера Москви, стала керівником комплексу соціальної сфери. Після того, як 8 вересня 2010 року президент Росії Дмитро Медведєв відправив Юрія Лужкова у відставку у зв'язку з втратою довіри, у відставку були також відправлені усі члени уряду міста, у тому числі і Швецова, зі збереженням повноважень до призначення нового уряду столиці. 21 жовтня 2010 року Собянін, якого підтримали абсолютна більшість депутатів Московської міської думи, офіційно вступив на посаду мера Москви. У тому ж місяці було сформовано новий уряд, в якому Швецова продовжила виконувати обов'язки відповідального за соціальний блок, проте вже на посаді заступника мера Москви.
Восени 2011 року Швецова увійшла до московського партійного списку «Єдиної Росії» на виборах в Держдуму. 4 грудня 2011 року обрана депутатом Державної думи Російської Федерації VI скликання. 12 грудня 2011 року Швецова і перший заступник мера Москви Володимир Ресин були відправлені у відставку у зв'язку з переходом на роботу в Держдуму.
21 грудня 2011 року на першому засіданні нової Думи призначена віце-спікером. На посаді заступника Голови Державної Думи РФ курувала Комітет Думи по праці, соціальній політиці і справах ветеранів, Комітет Думи з освіти, Комітет Думи з питань сім'ї, жінок і дітей, Комітет Думи з культури і Комітет Думи у справах громадських об'єднань і релігійних організацій.
У травні 2013 року Швецова була обрана співголовою «Національної батьківської асоціації». На Виборах мера Москви (2013) була главою передвиборного штабу в.о. мера Москви Сергія Собяніна.
Президент Асоціації дослідників дитячого руху (з 1991 року), член Виконкому Міжнародного Жіночого Форуму. У жовтні 2011 року обрана віце-президентом Міжнародного Жіночого Форуму, а в жовтні 2013 року — президентом МЖФ. Автор численних публікацій в газетах і журналах з проблем дитячого, молодіжного, жіночого руху, соціальної політики.
28 березня 2013 року на XV з'їзді обрана президентом Загальноросійської громадської організації Товариство «Знання» Росії. Влітку 2013 року увійшла до Опікунської ради благодійного Фонду «Світ і Любов».
Померла в ніч на 29 жовтня 2014 року в Москві. Похована на Троєкурівському цвинтарі.

## Нагороди
- Орден «Знак Пошани» (1981)
- Орден Трудового Червоного Прапора (1986)
- Орден Дружби (Росія) (2.05.1996)
- Орден «За заслуги перед Вітчизною» III ст. (Росія) (12.11.2008)
- Орден «За заслуги перед Вітчизною» IV ст. (Росія) (21.07.2014)
- Орден княгині Ольги III ст. (Україна) (6.12.2002)
- Медаль ордена «За заслуги перед Вітчизною» II ст.(Росія)(2002)
- Медаль «В пам'ять 850-річчя Москви» (1997)
- Медалі
- Заслужений працівник культури Російської Федерації (24.08.2004)